# John Sloane

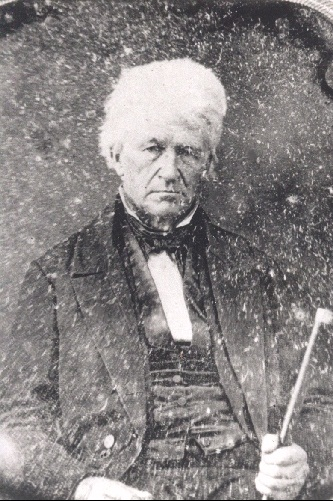
John Sloane

John Sloane (* 1779 in York, Pennsylvania; † 15. Mai 1856 in Wooster, Ohio) war ein US-amerikanischer Politiker. Zwischen 1819 und 1829 vertrat er den Bundesstaat Ohio im US-Repräsentantenhaus.

## Werdegang
Noch in seiner frühen Jugend kam John Sloane in das Gebiet des heutigen Staates Ohio, wo er vorbereitende Schulen besuchte. Später schlug er als Mitglied der Demokratisch-Republikanischen Partei eine politische Laufbahn ein. Zwischen 1803 und 1805 sowie nochmals im Jahr 1807 war er Abgeordneter im Repräsentantenhaus von Ohio, als dessen Speaker er zeitweise fungierte. Von 1808 bis 1816 war er als Receiver of public moneys für die Finanzbehörde in Canton tätig. Danach übte er diesen Beruf von 1816 bis 1819 in Wooster aus. Während des Britisch-Amerikanischen Krieges war er Oberst der Staatsmiliz.
Bei den Kongresswahlen des Jahres 1818 wurde Sloane im sechsten Wahlbezirk von Ohio in das US-Repräsentantenhaus in Washington, D.C. gewählt, wo er am 4. März 1819 die Nachfolge von Peter Hitchcock antrat. Nach vier Wiederwahlen konnte er bis zum 3. März 1829 fünf Legislaturperioden im Kongress absolvieren. Seit 1823 vertrat er dort den damals neu eingerichteten zwölften Distrikt seines Staates. In den 1820er Jahren schloss sich Sloane der Bewegung gegen den späteren US-Präsidenten Andrew Jackson an und wurde Mitglied der kurzlebigen National Republican Party. Von 1821 bis 1829 war er Vorsitzender des Wahlausschusses.
Im Jahr 1831 wurde Sloane bei der Verwaltung des Berufungsgerichts im Wayne County angestellt. Dort arbeitete er für einige Jahre. Zwischen 1841 und 1844 übte er als Nachfolger von William Trevitt das Amt des Secretary of State seines Heimatstaates aus. Von 1850 bis 1853 war er als Treasurer of the United States (Schatzmeister der Vereinigten Staaten) im US-Finanzministerium tätig. John Sloane starb am 15. Mai 1856 in Wooster, wo er auch beigesetzt wurde.